# هنرييت فنسنت
هنرييت فنسنت (بالفرنسية: Henriette Antoinette Vincent)‏ هي موضحة علمية ‏ ورسامة فرنسية، ولدت في 1786 في بريست في فرنسا، وتوفيت في 1830.

## وصلات خارجية
- الموقع الرسمي